# 니클라스 하그만
니클라스 하그만(스웨덴어: Niklas Hagman, 1979년 12월 5일~)은 핀란드의 은퇴한 아이스하키 선수로 현역 시절 포지션은 레프트윙이다. 1999년 NHL 드래프트 3라운드에서 플로리다 팬서스에게 지명되었으며, 2001년에 플로리다에 입단하여 내셔널 하키 리그(NHL) 활동을 시작했다. 현역 시절에 NHL의 댈러스 스타스, 토론토 메이플리프스, 캘거리 플레임스, 애너하임 덕스, 콘티넨탈 하키 리그(KHL)의 로코모티프 야로슬라블, SM리가의 HIFK, 에스포 블루스, 올룬 캐르패트, 스위스의 내셔널 리그의 HC 다보스에서 활동했다.
핀란드 국가대표팀 선수로도 활동하여 올림픽에 3번 출전하였고, 그 중 2006년 동계 올림픽에서 은메달, 2010년 동계 올림픽에서 동메달을 획득했다. 2004년 아이스하키 월드컵 당시에도 핀란드의 결승 진출에 기여했으며, 세계 선수권 대회에 5번 참가했다. 

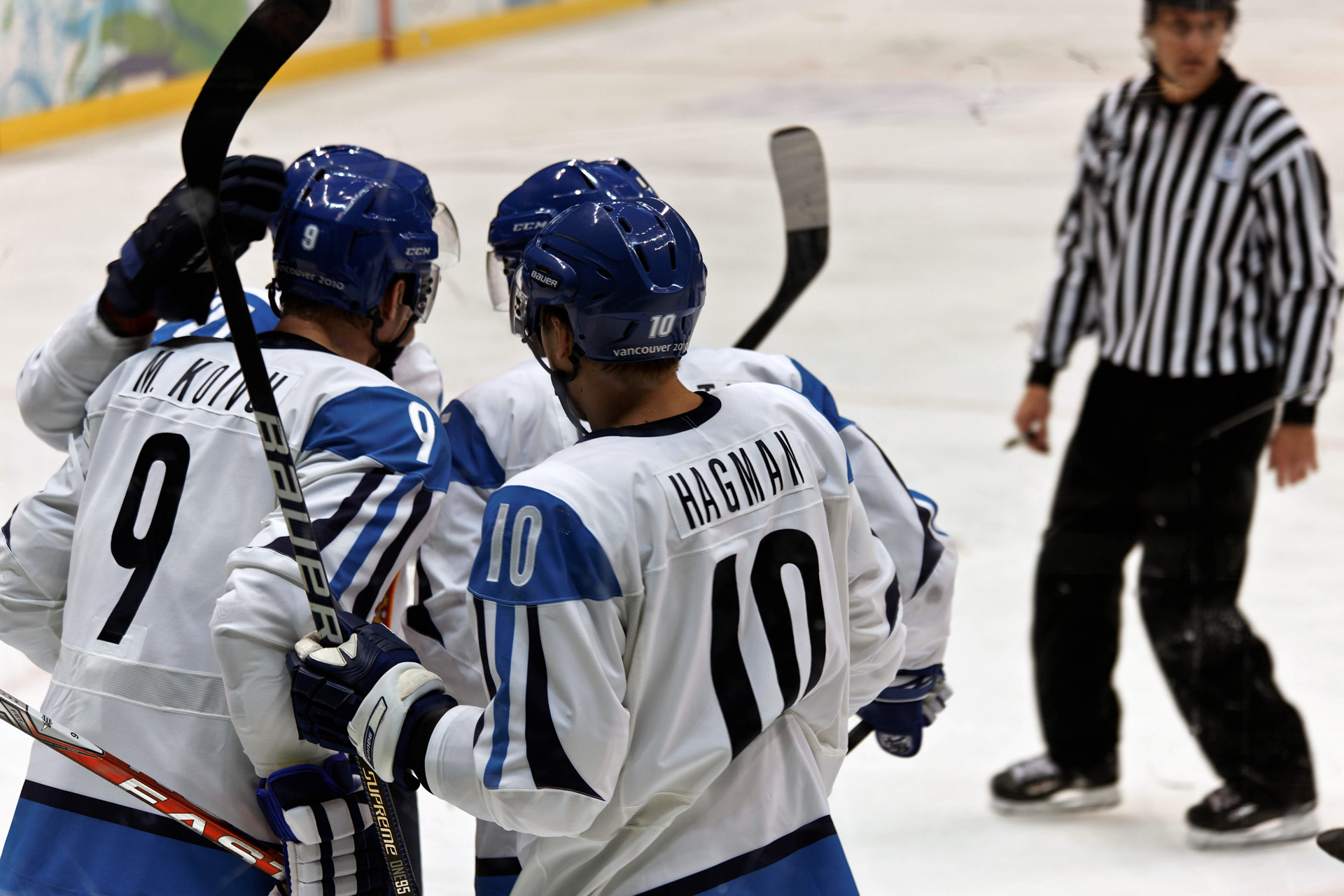
2010년 동계 올림픽 독일전 당시의 하그만(10번)

## 개인사
아버지인 마티 하그만 또한 아이스하키 선수로 활동했다.